# Třaskavina
Třaskaviny jsou skupinou výbušin, jejíž hlavní vlastností, která je výrazně odlišuje od ostatních skupin výbušin, je velmi rychlý přechod od explozivního hoření k detonaci. Třaskavina uvedená v činnost se nejdříve rozhoří, přejde do explozivního hoření a nakonec detonuje. Tomuto ději se říká akcelerace výbušné přeměny a celý jej lze měřit pouze v mikrosekundách. Třaskaviny jako jediné ze základních skupin výbušin jsou reprodukovaně schopny této akcelerace.
Další významnou vlastností třaskavin je jejich citlivost k vnějším podnětům. Třaskaviny lze uvést k detonaci jednoduchým způsobem, ať už mechanicky (třením, nárazem, nápichem) nebo dodáním tepelné energie (žár, elektrická jiskra).
Třaskaviny jsou v praxi využívané jako iniciátory pro vyvolání detonace méně citlivých výbušin, nejčastěji trhavin. Proto jsou označovány jako primární výbušiny. Schopnost uvést trhavinu v detonaci se nazývá iniciační mohutnost třaskaviny. Ta je závislá na akceleraci výbušné přeměny a také na brizanci třaskaviny.
Brizancí třaskaviny se rozumí ničivé působení třaskaviny na její bezprostřední okolí rázem detonačních zplodin. Brizance roste se zvyšující se počáteční hustotou třaskaviny a s její detonační rychlostí. Samozřejmě i ostatní výbušiny se vyznačují určitou brizancí.
Nejmenší množství třaskaviny, které uvede do plné detonace trhavinu, se nazývá mezní náplň třaskaviny. Plnost detonace trhaviny se posuzuje průrazem olověné destičky. Mezní náplň je samozřejmě různá podle použité třaskaviny a trhaviny. Ovlivňuje ji také hustota a tedy lisovací tlak třaskaviny a trhaviny, průměr náloží a celkové provedení zkoušky.

## Citlivost třaskavin
Jak již bylo zmíněno výše, třaskaviny se vyznačují velkou citlivostí k vnějším podnětům. U všech popsaných zkoušek se vyhodnocuje dolní a horní mez citlivosti. Dolní mez citlivosti je takové zatížení, při kterém již nedojde s určitou pravděpodobností k iniciaci třaskaviny. Horní mez citlivosti je naopak takové zatížení, při kterém s určitou pravděpodobností vždy dojde k iniciaci.
- Citlivost k nárazu
- Citlivost ke tření
- Citlivost k zážehu
- Citlivost k elektrickému náboji
- Citlivost k nápichu

### Flegmatizace
Flegmatizace je snížení citlivosti třaskaviny, zpravidla přídavkem měkké látky, která obalí jednotlivé krystaly třaskaviny a tím ji znecitliví. Jako flegmatizátory jsou používány např. parafín, včelí vosk, asfalt.

### Senzibilizace
Senzibilizace je zvýšení citlivosti třaskavin či její směsi přídavkem látek s vyšší tvrdostí, které zvýší pravděpodobnost iniciace způsobené narušením krystalů. Jako senzibilizátor se používá např. mleté sklo.

### Přelisování
Při lisování třaskavin se zvyšuje jejich hustota a tím brizance, ale naopak se snižuje jejich citlivost. Tento jev se může u některých třaskavin vyhrotit až v totální ztrátu výbušinářských vlastností – třaskavinu nelze iniciovat, je tzv. přelisovaná. Dochází k tomu např. u třaskavé rtuti při 50 MPa.

## Zkoušky třaskavin

### Kastovo kladivo
Měděný váleček je umístěn pod ocelovým pístem, na němž je umístěna náložka třaskaviny. Po iniciaci se ráz výbuchu přenese přes píst na váleček, dojde k jeho stlačení. Stlačení válečku se změří a vypovídá o brizanci.

### Hesova zkouška
Obdoba Kastovy zkoušky, měří se stlačení olověného válečku.

### Písková zkouška
V písku o známé granulaci uloženém v ocelové bombě se uvede k detonaci zkoušená nálož, posuzuje se změna granulace po detonaci (nadrcení písku).

### Balistické kladivo
Měří se vychýlení kyvadla, které je poblíž náložky umístěné v hmoždíři.

## Příklady třaskavin
- Azid olovnatý
- Trinitroresorcinát olovnatý (neboli styfnát olovnatý)
- Pikran olovnatý
- Tetrazen
- Fulminát rtuťnatý (třaskavá rtuť)
- HMTD
- Peroxidy acetonu
- DDNP
- NHN
- Acetylid stříbra (popř. jeho podvojná sůl s dusičnanem stříbrným)
- CTA
- TACP
- DBX-1